# 8568 Larrywilson
8568 Larrywilson (1996 RU2) là một tiểu hành tinh vành đai chính được phát hiện ngày 10 tháng 9 năm 1996 bởi NEAT ở Haleakala.